# خوزه ایگناسیو گارمندیا
خوزه ایگناسیو گارمندیا (انگلیسی: José Ignacio Garmendia؛ زادهٔ ۴ آوریل ۱۹۶۰) بازیکن فوتبال اهل اسپانیا است.
از باشگاه‌هایی که در آن بازی کرده‌است می‌توان به باشگاه فوتبال ایبار اشاره کرد.